# Виджано
Виджано (итал. Viggiano) — коммуна в Италии, расположена в регионе Базиликата, подчиняется административному центру Потенца.
Население составляет 3148 человек, плотность населения составляет 36 чел./км². Занимает площадь 89,03 км². Почтовый индекс — 85059. Телефонный код — 0975.
Покровительницей коммуны почитается Пресвятая Богородица (Madonna Nera del Sacro Monte di Viggiano), празднование в понедельник после первого воскресения сентября.